# Vincent Samuel
Vincent Samuel (* 10. August 1950 in Ayroor, Kerala, Indien) ist ein indischer Geistlicher und römisch-katholischer Bischof von Neyyattinkara.

## Leben
Vincent Samuel empfing am 19. Dezember 1975 das Sakrament der Priesterweihe für das Bistum Trivandrum.
Am 14. Juni 1996 ernannte ihn Papst Johannes Paul II. zum Bischof von Neyyattinkara. Der Präfekt der Kongregation für die Evangelisierung der Völker, Jozef Kardinal Tomko, spendete ihm am 1. November desselben Jahres die Bischofsweihe; Mitkonsekratoren waren der Bischof von Trivandrum, Maria Callist Soosa Pakiam, und der Bischof von Quilon, Joseph Gabriel Fernandez.